# Timothée Kolodziejczak
Timothée Kolodziejczak (Avion, Pas-de-Calais, 1991. október 1. –) francia korosztályos válogatott labdarúgó, a Paris játékosa. A lengyel felmenőkkel rendelkező játékos bal oldali hátvédként bevethető.

## Pályafutása

### Klubcsapatban
Az RC Lens-ban kezdett el futballozni, majd kölcsönbe az Olympique Lyon csapatához csatlakozott, ahol több válogatottbéli csapattársa is játszott. Így a válogatott mellett most már közös csapatban is játszott Sébastien Faure-ral, Yannis Tafer-rel, Alexandre Lacazette-tel és Clément Grenier-vel. A balhátvéd a 12-es mezszámot kapta. 2008 novemberében debütált a nagycsapatban egy Paris Saint-Germain elleni találkozón. A sikeres szereplés és a tartalékoknál nyújtott teljesítménye alapján 2009-ben 2,5 millió euróért végleg leigazolta a Lyon. A játékos teljesítménye már felkeltette a Manchester United figyelmét is. A Sevilla FC csapatával kétszer nyert Európa-ligát, 2017 januárjában a német Borussia Mönchengladbach szerződtette. 2017. szeptember 4-én aláírt a mexikói Tigres csapatához.  2018 augusztusában vételi opcióval került kölcsönbe a Saint-Étiennehez. 2019. augusztus 22-én ismét kölcsönadták a francia klubhoz, majd 2020 nyarán élt opciójával és 4,5 millió euróért szerződtették. 2022. október 21-én a szezon végéig szóló szerződéssel csatlakozott a német Schalke 04 csapatához. 2023. szeptember 6-án két évre aláírt a Parishoz.

### A válogatottban
15 mérkőzésen szerepelt a francia U17-es labdarúgó-válogatottban, melyeken 1 gólt szerzett.

## Sikerei, díjai
Sevilla
- Európa-liga: 2014–15, 2015–16

Tigres
- Liga MX: Apertura 2017

Franciaország U19
- U19-es labdarúgó-Európa-bajnokság: 2010